# Slovenské národní divadlo

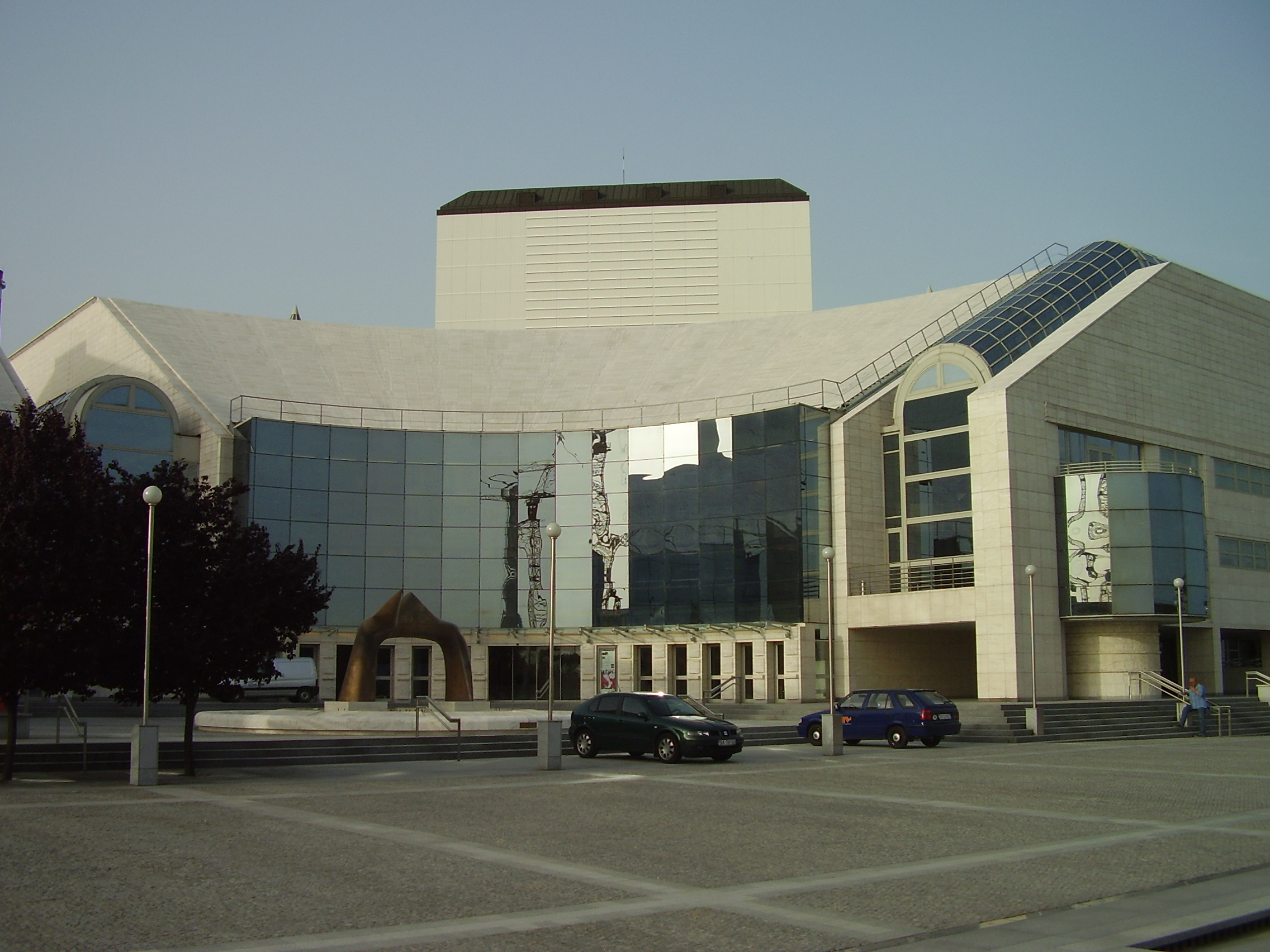
Část Slovenského národního divadla

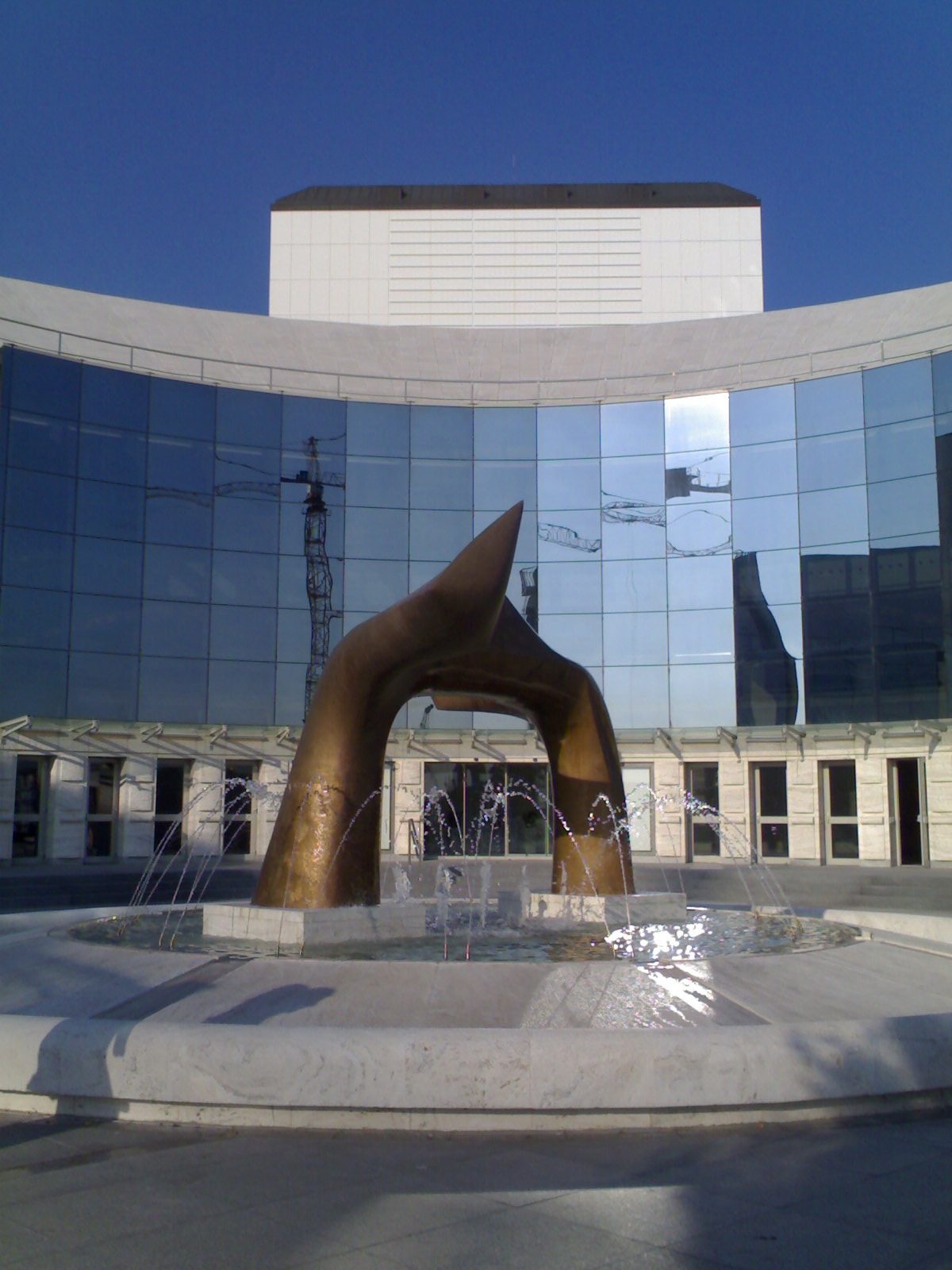
Čelní pohled na novou budovu Slovenského národního divadla

Slovenské národní divadlo (slovensky Slovenské národné divadlo) je jedna z nejvýznamnějších, tzv. erbovních kulturních institucí Slovenska v Bratislavě. Své dějiny začalo psát krátce po vzniku první Československé republiky v roce 1920. Nejstarší budova – tzv. historická budova SND – byla zprovozněna ještě v době monarchie v roce 1886 a jejími tvůrci je vídeňská architektonická kancelář Fellner a Helmer.
Slovenské národní divadlo je divadlem repertoárového typu, proto je na jeho repertoáru více inscenací.

## Historie
Po vzniku Československa se pomalu začala zhmotňovat myšlenka profesionálního slovenského divadla. V roce 1919 pověřili Družstvo SND založením Slovenského národního divadla. Družstvo SND uzavřelo smlouvu s ředitelem Východočeské společnosti Bedřichem Jeřábkem. Byl to právě jeho operní a činoherní soubor, který v roce 1920 začal provozovat všechny tři soubory SND v budově bývalého Městského divadla.
Opera Slovenského národního divadla začala svoji činnost 1. března 1920 inscenací opery Hubička českého skladatele Bedřicha Smetany. O den později činoherní soubor uvedl hru Aloise a Viléma Mrštíkových Maryša. Balet Slovenského národního divadla debutoval inscenací baletu Coppélia od Léa Delibese 19. května 1920.
První představení ve slovenském jazyce se uskutečnilo až v květnu 1920 uvedením jednoaktovek Jozefa Gregora-Tajovského – Hriech a V službe.
Převážná část repertoáru byla uváděna v češtině, protože nebylo dost slovenských her, překladů, herců ani zpěváků. První slovenští profesionální herci, Andrej Bagar, Ján Borodáč a Oľga Borodáčová-Országhová, Jozef Kello a Gašpar Arbét, vytvořili jádro Propagačného činoherného súboru SND. Tomuto souboru se říkalo i Marška, z německého slova Marschkompanie (pochodující četa). V letech 1921–1922 vykonával zájezdovou činnost po Slovensku a hrál slovensky.

## Současnost
Dnešní Slovenské národní divadlo je tzv. divadlo veřejné služby. Je tvořeno třemi složkami se stálým profesionálním souborem: Činohra, Opera a Balet. Soubory SND hrály v třech divadelních budovách – soubor Činohry hrál v budově Divadla Pavla Országha Hviezdoslava na Laurinské ulici a na Malé scéně Slovenského národního divadla. Opera a balet sídlily v historické budově SND na Hviezdoslavově náměstí. V první čtvrtletí 2007 se SND přestěhovalo do nové budovy na Pribinově ulici č. 17, ve které pod jednou střechou (od 14. dubna 2007) hrají všechny tři soubory ve třech divadelních prostorech – operním a baletním sále, činoherním sále a v experimentálním studiu. Tyto tři divadelní prostory poskytují dohromady přibližně 1700 míst pro diváky. Kromě nové budovy bude SND dál používat i historickou budovu, kde bude střídavě účinkovat opera, balet ale i činohra.